# MZF1
MZF1‏ (Myeloid zinc finger 1) هوَ بروتين يُشَفر بواسطة جين MZF1 في الإنسان.

## التفاعل
لقد ثبت أن MZF1 يتفاعل مع SCAND1. في عام 2014، أظهر مختبر ناثان إتش. لينتس أن MZF-1 يحفز جين GAPDH، وهو أمر يجب مراعاته عند استخدام GAPDH كعنصر تحكم في التحميل في التجارب التي قد تحفز أو تزعج MZF-1. أظهرت نفس المجموعة لاحقًا أن MZF-1 يحفز CTGF وNOV، وهما عضوان في عائلة جين CCN.